# ویسکی کاوالیر
ویسکی کاوالیر (انگلیسی: Whiskey Cavalier) یک سریال اکشن درام است که از فوریه ۲۰۱۹ در شرکت پخش رسانه‌ای آمریکا پخش شد. این سریال در ۱۲ می ۲۰۱۹ بعد از اتمام فصل اول و طرفداران کم آن کنسل شد.